# Kalabovce
Kalabovce (en serbe cyrillique : Калабовце) est un village de Serbie situé dans la municipalité de Surdulica, district de Pčinja. Au recensement de 2011, il comptait 83 habitants.

## Démographie

### Évolution historique de la population
| 1948 | 1953 | 1961 | 1971 | 1981 | 1991 | 2002 | 2011 |
| ---- | ---- | ---- | ---- | ---- | ---- | ---- | ---- |
| 136  | 146  | 136  | 144  | 147  | 124  | 102  | 83   |

|  |